# آذرخش (فیلم ۱۹۵۲)
آذرخش (به ژاپنی: 稲妻 Inazuma) فیلمی به کارگردانی میکیو ناروسه است که در سال ۱۹۵۲ اکران شد. از بازیگران آن می‌توان به هیدکو تاکامینه، کیوکو کاگاوا و ایتارو اوزاوا اشاره کرد.